# Nuaf Nefomasi
Nuaf Nefomasi är ett berg i Indonesien.   Det ligger i provinsen Nusa Tenggara Timur, i den sydöstra delen av landet, 2 000 km öster om huvudstaden Jakarta. Toppen på Nuaf Nefomasi är 2 244 meter över havet, eller 313 meter över den omgivande terrängen. Bredden vid basen är 4,0 km.
Terrängen runt Nuaf Nefomasi är kuperad åt sydost, men åt nordväst är den bergig.Runt Nuaf Nefomasi är det ganska tätbefolkat, med 100 invånare per kvadratkilometer. I omgivningarna runt Nuaf Nefomasi växer i huvudsak städsegrön lövskog.